# Itália nos Jogos Olímpicos de Verão de 2020
A Itália está representada nos Jogos Olímpicos de Verão de 2020 por um total de 364 desportistas que competem em 28 desportos. Responsável pela equipa olímpica é o Comité Olímpico Nacional Italiano, bem como as federações desportivas nacionais da cada desporto com participação.
Os portadores da bandeira na cerimónia de abertura foram o ciclista Elia Viviani e a tiradora Jessica Rossi.

## Medalhistas
A equipa olímpica de Itália tem obtido seguintes medalhas:
| Nome                                                             | Desporto            | Competição                   |
| ---------------------------------------------------------------- | ------------------- | ---------------------------- |
| Ouro                                                             |                     |                              |
| Valentina Rodini Federica Cesarini                               | Remo                | Duplo scull ligeiro (LW2X) F |
| Vito Dell'Aquila                                                 | Taekwondo           | –58 kg M                     |
| Prata                                                            |                     |                              |
| Luigi Samele                                                     | Esgrima             | Sabre ind. M                 |
| Daniele Garozzo                                                  | Esgrima             | Florete ind. M               |
| Enrico Berrè Luca Curatoli Aldo Montano Luigi Samele             | Esgrima             | Sabre por equipas M          |
| Giorgia Bordignon                                                | Halterofilia        | 64 kg F                      |
| Gregorio Paltrinieri                                             | Natação             | 800 m livre M                |
| Alessandro Miressi Thomas Ceccon Lorenzo Zazzeri Manuel Frigo    | Natação             | 4×100 m livre M              |
| Diana Bacosi                                                     | Tiro                | Skeet F                      |
| Mauro Nespoli                                                    | Tiro com arco       | Individual M                 |
| Bronze                                                           |                     |                              |
| Irma Testa                                                       | Boxe                | Pluma (54–57 kg) F           |
| Elisa Longo Borghini                                             | Ciclismo em estrada | Estrada F                    |
| Rossella Fiamingo Federica Isola Mara Navarria Alberta Santuccio | Esgrima             | Espada por equipas F         |
| Martina Batini Erica Cipressa Arianna Errigo Alice Volpi         | Esgrima             | Florete por equipas F        |
| Mirko Zanni                                                      | Halterofilia        | 67 kg M                      |
| Antonino Pizzolato                                               | Halterofilia        | 81 kg M                      |
| Nicolò Martinenghi                                               | Natação             | 100 m bruços M               |
| Federico Burdisso                                                | Natação             | 200 m borboleta M            |
| Simona Quadarella                                                | Natação             | 800 m livre F                |
| Matteo Castaldo Matteo Lodo Giuseppe Vicino Marco Di Costanzo    | Remo                | Quatro sem timonel (M4-) M   |
| Stefano Oppo Pietro Ruta                                         | Remo                | Duplo scull ligeiro (LM2X) M |
| Lucilla Boari                                                    | Tiro com arco       | Individual F                 |
| Odette Giuffrida                                                 | Judô                | –52 kg F                     |
| Maria Centracchio                                                | Judô                | –63 kg F                     |